# Cota
Pour les articles ayant des titres homophones, voir Cottat et Kota.
Pour les articles homonymes, voir Cota (homonymie).
Cota est une municipalité située dans le département de Cundinamarca, en Colombie.

## Démographie
Selon les données récoltées par le DANE lors du recensement de 2005, Cota compte une population de 19 664 habitants.

## Liste des maires
- 2016 - 2019 : Carlos Julio Moreno Gómez
- 2020 - 2023 : Néstor Orlando Guitarrero Sánchez[2]